# Bora Dugić

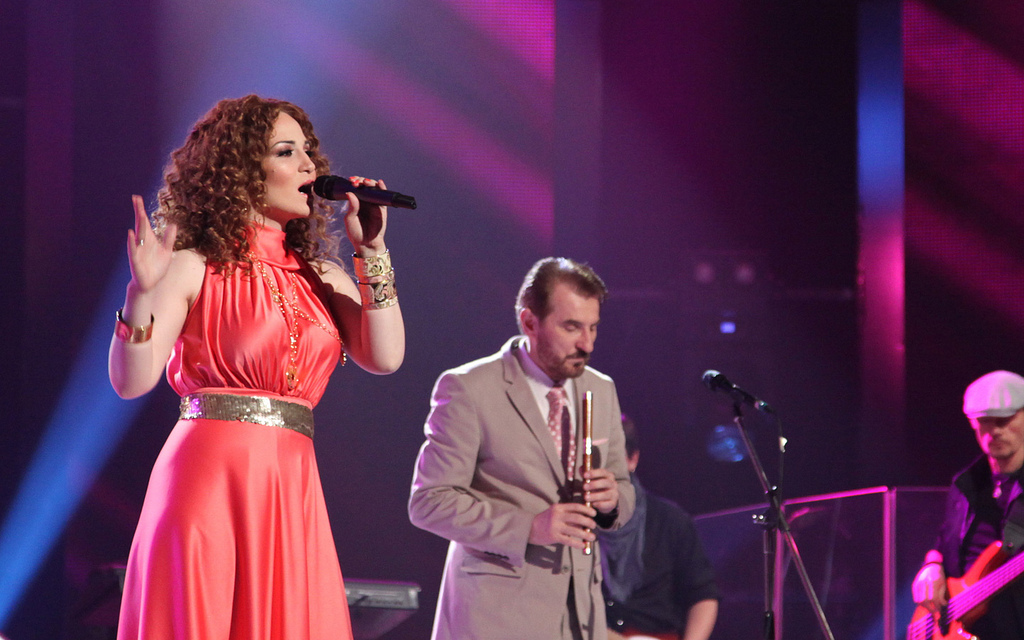
Jelena Tomašević und Bora Dugić 2012

Bora Dugić (serb.: Бора Дугић, * 10. Juni 1949 in Đurđevo) ist ein serbischer Flötist.

## Leben und Wirken
Nach seinem Mathematikstudium arbeitete er als Flötist. In Belgrad wurde er Mitglied des Nationalorchesters der Radio-Televizija Srbije. Als Solist gab er zahlreiche Konzerte im In- und Ausland, veröffentlichte mehrere Alben und gewann diverse Preise. Er begleitete die Sängerin Jelena Tomašević auf ihren Wunsch beim Eurovision Song Contest 2008 als Flötist auf der Frula. Das Duo erlangte mit dem Titel Oro den sechsten Platz als Beitrag Serbiens beim Wettbewerb.